# Garcinia wightii
Garcinia wightii är en tvåhjärtbladig växtart som beskrevs av T. Anders.. Garcinia wightii ingår i släktet Garcinia och familjen Clusiaceae. Inga underarter finns listade i Catalogue of Life.